# Gestronella
Gestronella – rodzaj chrząszczy z rodziny stonkowatych i podrodziny Hispinae.

## Taksonomia
Rodzaj wyróżniony z rodzaju Xiphispa w 1911 roku przez Juliusa Weise'a i nazwany na cześć Raffaello Gestro, włoskiego entomologa.

## Występowanie
Wszystkie należące tu gatunki są endemitami Madagaskaru

## Systematyka
Do rodzaju należy 6 następujących, opisanych gatunków:
- Gestronella centrolineata (Fairmaire, 1890)
- Gestronella convexicollis (Fairmaire, 1897)
- Gestronella latirostris (Gestro, 1909)
- Gestronella lugubris (Fairmaire, 1890)
- Gestronella obtusicollis (Fairmaire, 1897)
- Gestronella valida (Fairmaire, 1897)